# Brinkumer SV
Brinkumer SV is een Duitse sportvereniging uit Brinkum (gemeente Stuhr). Naast voetbal biedt de vereniging ook wandelsport en gymnastiek aan.

## Geschiedenis
De vereniging ontstond op 13 maart 1961 uit een fusie tussen Brinkumer Sportverein von 1924 en Brinkumer Turn- und Sportverein von 1945. Alhoewel Brinkum in de Nedersaksische Landkreis Diepholz ligt is de vereniging aangesloten bij het Bremer Fussball-Verband.
In 1995 lukte het de Brinkumers om voor de eerste keer te promoveren naar de, toen nog geheten Verbandsliga, hoogste amateurklasse van Bremen. Weliswaar degradeerde de club meteen weer maar promoveerde ook meteen weer. Twee jaar later volgde opnieuw degradatie en kwam in 2003 weer terug in de hoogste Bremer amateurklasse. In 2005 slaagde de club erin om de Oberliga Nord te bereiken. De Brinkumers werden tweede achter SC Weyhe maar die club zag af van promotie waardoor Brinkumer SV, weliswaar voor één seizoen, op het vierde Duitse voetbalniveau kon debuteren. In het seizoen 2009/09 werd de club ongeslagen kampioen van de Bremen-Liga maar zag af van promotie naar de Regionalliga Nord. 
In het seizoen 2012/13 mocht de club, als 5e geëindigd,  meespelen in de promotieserie voor de Regionalliga-Nord omdat de vier hoger geëindigde teams niet gerechtigd waren om te promoveren dan wel van een eventuele promotie afzagen. In 2014/15 werden de Brinkumers tweede achter de Bremer SV. Omdat het tweede team meerdere keren niet was opgekomen en daarom uit de competitie werd genomen, werd de club een licentie voor 2015/16 geweigerd. Het competitiereglement voorziet er namelijk in dat een vereniging voor deelname aan de Bremen-Liga minstens met twee teams moet zijn ingeschreven. Brinkumer SV ging in beroep en beriep zich er daarbij op dat hun veteranenteam ook aan de competitie deelnam. De strafkamer van de BFV gaf de Brinkumers gelijk waardoor men in de Bremen-Liga bleef spelen.
In 2018 behaalde de club voor de tweede keer het Bremer kampioenschap met één punt voorsprong op FC Oberneuland. Daarmee was de BSV geplaatst voor de promotieserie naar de Regionalliga-Nord. Op de laatste speeldag verspeelde het elftal de promotie door een 0-4 nederlaag tegen VfL Oldenburg.
In de Bremer Pokal werd tot nu toe vier keer de finale gehaald maar de cup, en daarmee plaatsing voor de DFB-Pokal, kon nog niet worden gewonnen.

## Eindklasseringen vanaf 1995
| Seizoen | Competitie          | Niveau | Eindstand | DFB Pokal | Opmerking                                                                           |
| ------- | ------------------- | ------ | --------- | --------- | ----------------------------------------------------------------------------------- |
| 1994/95 | Landesliga Bremen   | VI     | 1         | --        |                                                                                     |
| 1995/96 | Verbandsliga Bremen | V      | 14        | --        |                                                                                     |
| 1996/97 | Landesliga Bremen   | VI     | 2         | --        |                                                                                     |
| 1997/98 | Verbandsliga Bremen | V      | 9         | --        |                                                                                     |
| 1998/99 | Verbandsliga Bremen | V      | 15        | --        |                                                                                     |
| 1999/00 | Landesliga Bremen   | VI     | ?         | --        |                                                                                     |
| 2000/01 | Landesliga Bremen   | VI     | ?         | --        |                                                                                     |
| 2001/02 | Landesliga Bremen   | VI     | 9         | --        |                                                                                     |
| 2002/03 | Landesliga Bremen   | VI     | 1         | --        |                                                                                     |
| 2003/04 | Bremen-Liga         | V      | 5         | --        |                                                                                     |
| 2004/05 | Bremen-Liga         | V      | 2         | --        | kampioen SC Weyhe zag af van promotie                                               |
| 2005/06 | Oberliga Nord       | IV     | 18        | --        | finalist Bremer Pokal > FC Bremerhaven, 3-4                                         |
| 2006/07 | Bremen-Liga         | V      | 4         | --        |                                                                                     |
| 2007/08 | Bremen-Liga         | V      | 3         | --        | finalist Bremer Pokal > FC Oberneuland: 0-2                                         |
| 2008/09 | Bremen-Liga         | V      | 1         | --        | Brinkumer SV ziet af van promotieserie voor Regionalliga Nord                       |
| 2009/10 | Bremen-Liga         | V      | 4         | --        |                                                                                     |
| 2010/11 | Bremen-Liga         | V      | 8         | --        |                                                                                     |
| 2011/12 | Bremen-Liga         | V      | 9         | --        | finalist Bremer Pokal > FC Oberneuland: 0-2                                         |
| 2012/13 | Bremen-Liga         | V      | 5         | --        |                                                                                     |
| 2013/14 | Bremen-Liga         | V      | 3         | --        |                                                                                     |
| 2014/15 | Bremen-Liga         | V      | 2         | --        | finalist Bremer Pokal > Bremer SV: 1-5                                              |
| 2015/16 | Bremen-Liga         | V      | 5         | --        |                                                                                     |
| 2016/17 | Bremen-Liga         | V      | 3         | --        |                                                                                     |
| 2017/18 | Bremen-Liga         | V      | 1         | --        | 3e in promotieserie met 4 clubs                                                     |
| 2018/19 | Bremen-Liga         | V      | 8         | --        |                                                                                     |
| 2019/20 | Bremen-Liga         | V      | 3         | --        | Competitie afgebroken i.v.m. coronapandemie                                         |
| 2020/21 | Bremen-Liga         | V      | --        | --        | Competitie afgebroken i.v.m. coronapandemie; finalist Bremer Pokal > Bremer SV: 1-2 |
| 2021/22 | Bremen-Liga         | V      | 2         | --        | Ligatopscorer: Ramien Safi (31)                                                     |
| 2022/23 | Bremen-Liga         | V      | 11        | --        |                                                                                     |
| 2023/24 | Bremen-Liga         | V      | 14        | --        |                                                                                     |
| 2024/25 | Bremen-Liga         | V      | 4         | --        |                                                                                     |
| 2025/26 | Bremen-Liga         | V      | .         | --        |                                                                                     |

## Bekende (oud-)spelers
- Aladji Barrie

SG Aumund-Vegesack ·
Blumenthaler SV ·
BTS Neustadt ·
FC Union 60 Bremen ·
OSC Bremerhaven ·
Brinkumer SV ·
TV Eiche Horn ·
ESC Geestemünde ·
SV Hemelingen ·
FC Oberneuland ·
SC Vahr-Blockdiek ·
TuRa Bremen ·
Vatan Spor Bremen ·
Werder Bremen III ·
TS Woltmershausen